# Patinatge de velocitat als Jocs Olímpics d'Hivern de 1928 - 5.000 metres
Als Jocs Olímpics d'Hivern de 1928 celebrats a Sankt Moritz (Suïssa) es realitzà una prova de patinatge de velocitat sobre gel en una distància de 5.000 metres que formà part del programa oficial de patinatge de velocitat als Jocs Olímpics d'hivern de 1928.
La prova es disputà el dia 13 de febrer de 1928 a les instal·lacions de Sankt Moritz.

## Comitès participants
Hi participaren un total de 33 patinadors de 14 comitès nacionals diferents.
| - Alemanya (3) - Àustria (3) - Canadà (2) - Estats Units (4) - Estònia (2) - Finlàndia (4) - França (2) |  | - Hongria (1) - Letònia (1) - Lituània (1) - Noruega (4) - Països Baixos (2) - Regne Unit (3) - Suècia (1) |

## Resum de medalles
| Or              | Argent          | Bronze        |
| Ivar Ballangrud | Julius Skutnabb | Bernt Evensen |

## Resultats

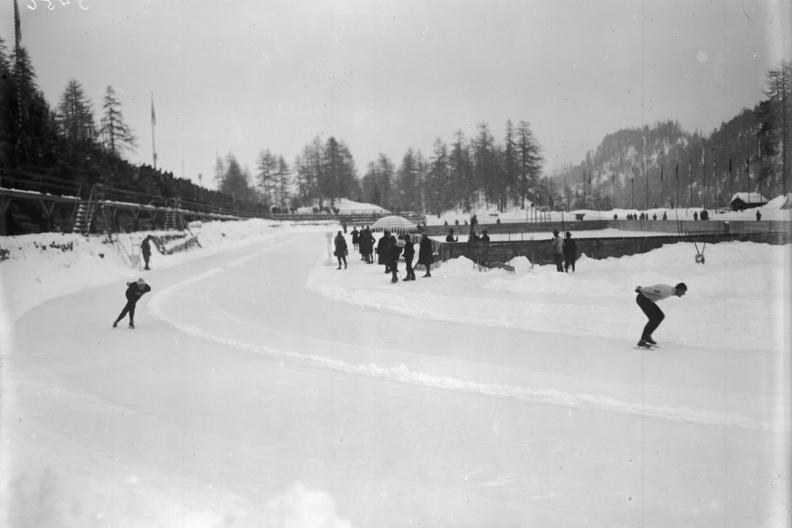
Cursa entre Carlson (esquerra) i Mayke (dreta).

| Lloc | Patinador              | Temps   |
| ---- | ---------------------- | ------- |
| 1    | Ivar Ballangrud        | 8:50.5  |
| 2    | Julius Skutnabb        | 8:59.1  |
| 3    | Bernt Evensen          | 9:01.1  |
| 4    | Irving Jaffee          | 9:01.3  |
| 5    | Armand Carlsen         | 9:01.5  |
| 6    | Valentine Bialas       | 9:06.3  |
| 7    | Michael Staksrud       | 9:07.3  |
| 8    | Otto Polacsek          | 9:08.9  |
| 9    | Gustaf Andersson       | 9:09.7  |
| 10   | Ossi Blomqvist         | 9:09.9  |
| 11   | Siem Heiden            | 9:10.0  |
| 12   | Clas Thunberg          | 9:11.8  |
| 13   | Bertel Backman         | 9:14.0  |
| 14   | Eddie Murphy           | 9:19.5  |
| 15   | Alberts Rumba          | 9:19.7  |
| 16   | Fritz Jungblut         | 9:26.7  |
| 17   | John Farrell           | 9:29.2  |
| 18   | Léonhard Quaglia       | 9:33.3  |
| 19   | Wim Kos                | 9:34.2  |
| 20   | Zoltán Eötvös          | 9:34.4  |
| 21   | Alexander Mitt         | 9:35.2  |
| 22   | Ross Robinson          | 9:38.9  |
| 23   | Cyril Horn             | 9:45.0  |
| 24   | Christfried Burmeister | 9:46.2  |
| 25   | Kęstutis Bulota        | 9:49.8  |
| 26   | Rudolf Riedl           | 9:53.5  |
| 27   | Fritz Moser            | 9:57.8  |
| 28   | Arthur Vollstedt       | 9:58.5  |
| 29   | Willy Logan            | 10:10.3 |
| 30   | Charles Thaon          | 10:18.8 |
| 31   | Leonard Stewart        | 10:40.0 |
| 32   | Frederick Dix          | 10:55.6 |
| –    | Erhard Mayke           | NF      |